# Modesty Blaise
Modesty Blaise è la protagonista dell'omonimo fumetto creato dall'autore inglese Peter O'Donnell, pubblicato a partire dal 1963.
Le avventure dell'eroina, stampate in moltissimi paesi, hanno ispirato una serie di romanzi e tre film.

## Il fumetto

### Storia editoriale
Il personaggio di Modesty Blaise è stato creato dal fumettista Peter O'Donnell e disegnato da Jim Holdaway per essere pubblicato nelle strisce giornaliere del quotidiano Daily Express su incarico dell'allora responsabile del settore fumetti del giornale, Bill Aitken. Dopo aver visionato le prime tavole la direzione del giornale rifiutò però il lavoro, ritenendo che le caratteristiche del personaggio e delle storie fossero inadeguate per i lettori. Il fumetto fu invece accettato dal London Evening Standard che lo pubblicò a partire dal 13 marzo 1963 fino all'11 aprile 2001, il giorno dell'ottantunesimo compleanno di Peter O'Donnell, per un totale di 10.183 strisce giornaliere.
L'ispirazione per il personaggio proviene da un'esperienza dell'autore vissuta durante la seconda guerra mondiale in Persia: l'incontro con una bambina dalla carnagione scura e i capelli neri ma che non aveva fisionomia araba rimase impresso in O'Donnell. La giovane viaggiava da sola, in fuga dai Balcani occupati dalla Wehrmacht, ma non appariva impaurita e dallo sguardo trapelava tutta la sua determinazione. Quest'episodio è stato sviluppato nella storia "The Beginning" pubblicata nel 1966.
Il fumetto è stato disegnato inizialmente da Jim Holdaway fino alla sua morte, avvenuta nel 1970, quindi da Enrique Badía Romero fino al 1979, da John Burns e Pat Wright dal 1979 al 1980, da Neville Colvin dal 1980 al 1986, e dal 1986 fino all'ultima tavola pubblicata nel 2001, nuovamente dallo spagnolo Enrique Badía Romero.
Il successo del fumetto è stato mondiale e le strip sono state pubblicate in almeno trentacinque paesi e su più di settanta quotidiani.

### Trama
Le origini di Modesty Blaise sono avvolte dal mistero; ha perso la memoria da giovanissima quando, in fuga dalla Grecia, ha trovato rifugio in un campo profughi in Persia. Viene addestrata al crimine da un anziano ladro che decide di assegnarle l'attuale nome. Dopo la morte del suo tutore la giovane si sposta a Tangeri diventando in soli due anni il capo di una banda locale e successivamente assumendo il comando dell'organizzazione criminale internazionale chiamata il "Network". A Saigon conosce l'uomo che diventerà il suo braccio destro: Willie Garvin, esperto combattente. I due abbandoneranno il crimine mettendo le loro abilità a disposizione dei servizi segreti britannici sotto il comando di Sir Gerald Tarrant.

Modesty usa il suo fascino e avvenenza per trarsi spesso d'impaccio, svestendosi all'occorrenza per distrarre i nemici, messi fuori combattimento da Willie, amico e compagno fidato.

## Altri media
- Nel 1965 è stato pubblicato il romanzo Modesty Blaise, scritto dallo stesso autore del fumetto, Peter O'Donnell ispirato alla sceneggiatura dell'omonimo film uscito nei cinema l'anno successivo. Il libro è stato il primo di una serie con protagonista Modesty Blaise e scritti dallo stesso O'Donnell.[6]
- Nel 1966 uscì nei cinema il film Modesty Blaise - La bellissima che uccide (Modesty Blaise) diretto da Joseph Losey e interpretato da Monica Vitti nel ruolo della protagonista.
- Nel 1982 negli Stati Uniti fu prodotto il film per la televisione Modesty Blaise, che nelle intenzioni della produzione, l'ABC, avrebbe dovuto costituire l'episodio pilota di una serie di telefilm tuttavia mai prodotta.
- Nel 2003 viene distribuito il film Il mio nome è Modesty (My Name Is Modesty), uscito direttamente in DVD per il circuito home video, diretto da Scott Spiegel e con il patrocinio di Quentin Tarantino.[3]

## Modesty Blaise nella cultura di massa
Un omaggio all'eroina appare in una scena del film Pulp Fiction in cui John Travolta nei panni di Vincent Vega, seduto su un water, legge uno dei romanzi ispirati al personaggio.
Il nome del personaggio ha ispirato quello dell'artista di burlesque Immodesty Blaize.